# Ragbi savez Bosne i Hercegovine
Związek Rugby Bośni i Hercegowiny – ogólnokrajowy związek sportowy, działający na terenie Bośni i Hercegowiny, posiadający osobowość prawną, będący jedynym prawnym reprezentantem rugby 15-osobowego i 7-osobowego w tym kraju, zarówno wśród mężczyzn, jak i kobiet we wszystkich kategoriach wiekowych w kraju i za granicą.
Odpowiedzialny jest za prowadzenie drużyn narodowych, a także za szkolenie zawodników oraz organizowanie krajowych rozgrywek ligowych i pucharowych.
Związek został utworzony w 1992 r. Uznany przez Komitet Olimpijski Bośni i Hercegowiny. W tym samym roku został członkiem FIRA-AER, a w 1996  r. członkiem IRB. Pierwszy międzypaństwowy mecz zorganizował 28 listopada 1992 r.